# TRS 713
TRS–713 je naziv hrvatskoga računala koje je proizvodilo poduzeće Tvornica računskih strojeva – Zagreb. Bilo je to računalo koje je bilo namijenjeno knjigovodstvu i utemeljeno na Zilog Z-80 A mikroprocesoru. TRS-713 je imao jednu namjenu tj. za obradu knjigovodstvenih kartica. Kartice su se mogle pohraniti na disketu za daljnu obradu.

## Tehnički podaci
Osnovna konfiguracija:
- Mikroprocesor:  Zilog Z80 A
- Radna Memorija: ??
- Sekundarna memorija: 1,2 mB (diskete veličine 8")
- Operacijski sustav: OS 703
- Pisač: TRS-835